# NS-Forschung
Als Nationalsozialismus-Forschung oder NS-Forschung fasst die deutschsprachige Geschichtswissenschaft alle historischen Untersuchungen zur Zeit des Nationalsozialismus seit 1945 zusammen. Dieser Oberbegriff umfasst empirische Studien zu Einzelbereichen, Entstehungsbedingungen und Auswirkungen sowie Gesamtdeutungen der nationalsozialistischen Herrschaft und deren Erforschungsmethoden und bildet einen bedeutenden Teil der Zeitgeschichtsforschung.

## Überblick
Wesentliche Themen der NS-Forschung sind
- die kurz-, mittel- und langfristigen Ursachen der sogenannten Machtergreifung;
- die Einbettung der NS-Herrschaft in übergreifende epochale Entwicklungen, etwa mit Faschismus- oder Totalitarismustheorien;
- die Analyse des NS-Regimes und der Hauptverantwortung für die NS-Massenverbrechen, bei der sich seit 1960 ein Methodenstreit um „Polykratie“ oder „Monokratie“ ergab;
- die Erklärung der NS-Verbrechen aus konsequent umgesetzten programmatischen Absichten (Intentionalisten) oder aus einer Vielfalt zusammenwirkender Zwänge (Strukturalisten oder Funktionalisten);
- Tätergruppen, Entscheidungsprozess, Faktoren, Beginn, Durchführung und Besonderheiten des Holocaust (siehe Holocaustforschung);
- das Verhältnis zwischen Vernichtungskrieg, nationalsozialistischer Besatzungspolitik und NS-Massenverbrechen (siehe Verbrechen der Wehrmacht);
- die Rolle der NS-Propaganda, Polizeibehörden, Justiz, Wirtschaft, Kirchen, Bevölkerungshaltung und andere Detail- und Regionalstudien;
- das Verhältnis zwischen NS-Herrschaft und Bevölkerungsalltag (Erforschung der Sozialgeschichte in der NS-Zeit);
- der vielfältige innere und äußere, aktive und passive Widerstand gegen den Nationalsozialismus, seine politischen Ziele und seine Trägergruppen;
- die Historisierung der NS-Zeit, ihre Diskontinuität (etwa mit der These vom „Zivilisationsbruch“ und vom „deutschen Sonderweg“) oder Kontinuität (etwa mit der These einer „Modernisierung“) zur Geschichte Deutschlands und Geschichte Europas seit dem Zeitalter der Aufklärung.

Als Erforschung der Zeitgeschichte erfüllt besonders die deutsche NS-Forschung eine wichtige Funktion für die Identität der Bundesrepublik Deutschland, da deren Gesellschaftssystem sich als umfassende moralische, politische, soziale und strukturelle Abkehr vom Nationalsozialismus legitimiert. Dabei kam es seit den 1960er Jahren zu intensiven und zeitweise stark polarisierten historischen Kontroversen um die Deutung der NS-Zeit und ihr Verhältnis zur übrigen Geschichte Deutschlands. Diese beeinflussten auch die internationale Forschung und wirken bis heute nach.

## Nachkriegszeit

### Apologetik des Nationalstaats
Die ersten wichtigen Werke der deutschen Geschichtswissenschaft nach dem Zweiten Weltkrieg stammen von Friedrich Meinecke (Die deutsche Katastrophe, 1946) und Gerhard Ritter (Die Dämonie der Macht, 1948). Sie versuchten, die Deutschen vom Vorwurf einer Kollektivschuld zu entlasten, den sie in Form des Vansittartismus bei den alliierten Besatzungsmächten weit verbreitet glaubten. Meinecke und Ritter sahen den Nationalsozialismus nicht als Ergebnis spezifisch deutscher, sondern gesamteuropäischer Entwicklungen; Meinecke machte das preußische „Herrenmenschentum“ und die „innere Fremdherrschaft“ eines „Verbrecherclubs“, Ritter den gesamteuropäischen Jakobinismus als Erbe der Französischen Revolution und die „dämonische“ Machthybris Adolf Hitlers für die NS-Verbrechen verantwortlich. Dabei betonten sie die Kontinuität des deutschen Nationalstaats und wollten den „Irrweg“ des Nationalsozialismus durch Rückgriff auf historisch bewährte deutsche Traditionen überwinden.

### Institutionalisierung
Ab 1950 standen der Forschung die Akten der ersten Nürnberger Prozesse zur Verfügung. Mit dem 1949 gegründeten Institut für Zeitgeschichte wurde die NS-Forschung als systematische Spezialdisziplin eingerichtet. Die Vierteljahrshefte für Zeitgeschichte erschienen ab 1953 und haben bis heute zentralen Rang für den Fortgang des historischen Diskurses zu Holocaust und NS-Zeit, auch in wissenschaftstheoretischer Hinsicht.
Auch am 1948 gegründeten, 1951 so genannten Friedrich-Meinecke-Institut wurde eine Abteilung für Neuere Geschichte eingerichtet, an der auch Holocaust- und NS-Forscher arbeiten.
Damit setzte empirische Detailforschung zu Aufstieg und Machtübernahme der NSDAP ein, aus der erste Gesamtdarstellungen hervorgingen. Diese kombinierten Ereignisabläufe und Strukturanalyse des NS-Regimes. Diese Methodik setzte Maßstäbe und machte diese Studien rasch zu Standardwerken.

### Studien zur „Machtergreifung“ und Herrschaftsstruktur
Ein erstes Werk, das die Herrschaftsstruktur im Dritten Reich thematisierte, war Eugen Kogons Buch Der SS-Staat (1946). Er zeichnete das heute überholte Bild eines perfekt funktionierenden Terrorregimes, ohne jedoch zu einer konsequenten empirischen Bestandsaufnahme und eindringenden Analyse der verschiedenen beteiligten Behörden, Tätergruppen und Verantwortungsgrade vorzudringen.
In Österreich stellte Walter Petwaidic dagegen das institutionelle Chaos der NS-Herrschaft heraus (Die autoritäre Anarchie, 1946). Er knüpfte dabei an die im Exil entstandenen Werke Ernst Fraenkels (The Dual State, 1941) und Franz Neumanns (Behemoth, 1944) an: Das NS-Regime habe Krieg und Holocaust keineswegs als einheitlicher Block durchgeführt, sondern als Zusammenspiel der Machtzentren NSDAP, Verwaltung, Wehrmacht und Großindustrie. Deren konkurrierende Interessen hätten teilweise widersprüchliches Vorgehen und Chaos bewirkt, das nur die „charismatische Führergewalt“ Adolf Hitlers habe bändigen können. Kogon und Petwaidic nahmen damit zwei Grundthesen späterer Forschung vorweg.
Karl Dietrich Bracher veröffentlichte 1955 Die Auflösung der Weimarer Republik. In dem Aufsatz Stufen totalitärer Gleichschaltung beschrieb er bereits 1956 das Nebeneinander von zentralistischer Gleichschaltung und Ämterchaos der verschiedenen NS-Machtgruppen. Er sah in ihrem Gegeneinander aber keine Schwächung, sondern eine Voraussetzung der Führungsrolle Hitlers.
Dem folgte 1960 mit Wolfgang Sauer und Gerhard Schulz Die nationalsozialistische Machtergreifung. Schulz beschrieb die Zentralgewalt als „‚Polykratie‘ straff zentralisierter Ressorts“, die sich immer stärker verselbständigten, und führte dies auf den „ungezügelten Bewegungsdrang“ des Nationalsozialismus zurück. Diese Aufsplitterung habe Hitlers „überwölbende absolute Autorität“ gerade begründet. Schulz deutete den Widerspruch zwischen totalem Herrschaftsanspruch und chaotischen Strukturen des NS-Regimes also als zwei einander ergänzende Aspekte des „Führerstaats“.
Ebenfalls 1960 gaben Erich Matthias und Rudolf Morsey einen grundlegenden Sammelband über Das Ende der Parteien 1933 heraus, der das Verhalten der wichtigsten politischen Parteien in der Endphase der Weimarer Republik und ihre Zerschlagung durch das sich etablierende NS-Regime behandelte.
Diese Nationalismus-Studien der 1950er Jahre nahmen spätere Fragestellungen vorweg, integrierten strukturelle und ideologische Faktoren des Nationalsozialismus jedoch in das politische Erklärungsmodell des Totalitarismus, wie ihn Hannah Arendt in Elemente und Ursprünge totaler Herrschaft 1951 definiert hatte. Diese verglich Nationalsozialismus und Stalinismus nicht, um diese gleichzusetzen, sondern um ihre jeweilige Eigenart gegenüber älteren Diktaturformen genauer zu erfassen und so „das Rätsel der Strukturlosigkeit des totalitären Staates“ zu lösen (ebenda, S. 618).

## Deutungskontroverse
Martin Broszats Buch Der Staat Hitlers von 1969 war eine erste Gesamtdarstellung der Innen- und Außenpolitik des Dritten Reiches, jedoch begrenzt auf die Phase vom Machtantritt 1933 bis zum Kriegsbeginn 1939. Daran schloss sich die methodische Grundsatzdebatte an, die sich zunehmend polarisierte. Die Beteiligten ordneten sich gegenseitig in die  Kategorien Intentionalisten oder Programmologen einerseits sowie Strukturalisten oder Funktionalisten andererseits ein. Ian Kershaw plädiert in seinem 1985 erstmals erschienen Werk The Nazi Dictatorship (dt.: Der NS-Staat) für eine Synthese beider Ansätze.

### Intentionalisten
Die Intentionalisten nehmen an, dass in Hitlers frühem Denken, etwa bereits in Mein Kampf, seine Absichten und Ziele schon enthalten waren und diese sich in der Politik des Dritten Reiches realisierten. Sie sehen Hitler damit als entscheidende Führungsfigur.
- Karl Dietrich Bracher skizziert in seinem Buch Die deutsche Diktatur die Entstehung der nationalsozialistischen Ideologie und die Voraussetzungen für ihre Rezeption in Deutschland. Er betont den Primat der Politik: Der Nationalsozialismus steuerte die Verwirklichung seiner ideologisch definierten Ziele an.[2]
- Eberhard Jäckel bringt seine zentralen Annahmen schon im Titel eines seiner Hauptwerke zum Ausdruck: Hitlers Weltanschauung, Hitlers Herrschaft, Hitlers Weg in den Untergang. Die Vernichtung der europäischen Juden ist für Jäckel eine eindeutige Folge der antisemitischen Ideologie der 1920er Jahre: „sicher ist, dass Hitlers Antisemitismus, wie er in ‚Mein Kampf‘ vorgetragen wurde, kriegerische Züge trug. Er ging vom Kriege aus, verlangte kriegerische Methoden, sollte im Krieg verwirklicht werden, und es war folgerichtig, daß er im nächsten Kriege, der ja von Anfang an vorgesehen war, seinen blutigen Höhepunkt erreichte.“[3]
- Saul Friedländer verweist in seinem Aufsatz Vom Antisemitismus zur Judenvernichtung: Eine historiographische Studie zur nationalsozialistischen Judenpolitik und Versuch einer Interpretation auf die Existenz eines ausdrücklichen Befehls Hitlers für die Vernichtung der europäischen Juden. Allerdings hält er dieses Faktum für ungeeignet zur Erklärung des gesamten Holocaust.[4] Friedländer erklärt: „Da noch niemand in den bis heute erforschten Quellen eine schriftliche Spur dieses Befehls entdeckt hat, und da dies unwahrscheinlich ist, liegt es in der Pflicht der Historiker, diesen durch den Rückgriff auf Interpretationen so gut wie möglich zu datieren. Zumal die Methoden und Hypothesen zu diesem Thema sehr zahlreich sind, sehen wir uns sehr verschiedenen Meinungen gegenüber.“[5]
- Klaus Hildebrand formuliert seine zentralen Thesen mit einem Vorschlag zur Begriffsbestimmung, man solle nicht von Nationalsozialismus, sondern von „Hitlerismus“ reden.[6][7]
- Gerald Fleming weist auf die von ihm vermutete biographische Kontinuität hin. Er behauptet, es führe ein gerader Weg von dem Linzer Realschüler Adolf Hitler zu den ersten Massenerschießungen.[8]
- Ino Arndt erklärt das als Aktion T4 bezeichnete „Euthanasie“-Programm als eine technische Vorbereitung der „Endlösung der Judenfrage“. Dies betrachtet er als ein Beispiel für die Kontinuität und Absicht in der Politik der Nationalsozialisten.[9]

### Funktionalisten / Strukturalisten
Die Funktionalisten betonen im Gegensatz zu den Intentionalisten, dass sich die Tätigkeit Hitlers im Dritten Reich auf sogenannte Weltanschauungsfragen beschränkt habe. Ansonsten hätte sich die tatsächliche Politik aus dem Gegen- und Miteinander rivalisierender Gruppen, aus Eigendynamiken und selbst geschaffenen Sachzwängen ergeben (unabhängig von rhetorischen Darstellungen). Hauptcharakteristikum des Nationalsozialismus sei hier die Improvisation von Entscheidungen, charakteristisch sei die kumulative Radikalisierung konkurrierender Gruppen. Friedländer definiert die funktionalistischen Grundannahmen folgendermaßen: „Das nationalsozialistische Herrschaftssystem war weithin chaotisch, und wichtige Entscheidungen waren oft das Ergebnis unterschiedlichster Bestrebungen, wobei jede zentrale Planung, Vorüberlegung oder klare Befehle von oben, die die Ziele und Mittel zur Durchführung einer Politik angaben, fehlten.“ Die Bezeichnung der „Funktionalisten“ ist allerdings nicht unumstritten. So spricht Hans-Ulrich Wehler von „Strukturalisten“, „da sie streng genommen die Führerdiktatur keineswegs, gut neomarxistisch, für eine Funktion der gesellschaftlichen Kräfteverhältnisse hielten.“
- Hans Mommsen nennt dieses Phänomen polykratische Herrschaft. Dabei betont er: „Überall dort, wo er [Hitler] mit konkreten Handlungsalternativen konfrontiert wurde, pflegte er nicht als Scharfmacher zu agieren, sondern der weniger radikalen Lösung den Vorzug zu geben.“[12] Als ein Beispiel für die Planlosigkeit der nationalsozialistischen Politik erwähnt Mommsen die Nürnberger Gesetze von 1935.[13]
- Uwe Dietrich Adam vertritt die Auffassung, „dass von einer geplanten und gelenkten Politik auf diesem Gebiet nicht die Rede sein kann, daß ein Gesamtplan über Art, Inhalt und Umfang der Judenverfolgung niemals bestand und daß auch die Massentötung und Vernichtung mit größter Wahrscheinlichkeit von Hitler nicht a priori als politisches Ziel angestrebt wurde.“[14]
- Martin Broszat interpretiert die Shoa funktionalistisch, wenn er eine Entwicklung des Vernichtungs-Antisemitismus von der Phrase zur Tat konstatiert:[15]

„Die während des Prozesses der Machtergreifung und im Laufe der späteren Entwicklung des Dritten Reiches stattfindende Selektion der negativen Weltanschauungselemente […] bedeutete aber zugleich eine zunehmende Radikalisierung, Perfektionierung und Institutionalisierung der Inhumanität und Verfolgung. […] In der Diskriminierung konnte es jedoch keinen unendlichen Progressus geben. Infolgedessen mußte hier die ‚Bewegung‘ schließlich in der ‚Endlösung‘ enden. […] Deshalb hatte die ‚Konsequenz‘ Hitlers nichts mit planvollem Handeln zu tun. […] Die Phraseologie mußte sich schließlich ‚beim Wort nehmen‘, es mußte wörtlich ausgeführt werden, was objektiv nur als Weltanschauungs-Instrument zur Mobilisierung von Kampfbereitschaft und Zukunftsgläubigkeit einen Sinn gehabt hatte. […] Die geheime Judenvernichtung, mit der logischerweise auch der Antisemitismus als propagandistisches Instrumentarium zu Grabe getragen wurde, verdeutlicht die wahnhafte Vertauschung von Kampfsymbol und Endziel.“

Die Existenz eines allgemeinen Vernichtungsbefehls wird heute von vielen Historikern bezweifelt. Broszat bringt diese Haltung auf den Punkt: „Mir scheint dagegen, daß es überhaupt keinen umfassenden allgemeinen Vernichtungsbefehl gegeben hat, das ‚Programm‘ der Judenvernichtung sich vielmehr aus Einzelaktionen heraus bis zum Frühjahr 1942 allmählich institutionell und faktisch entwickelte und nach der Errichtung der Vernichtungslager in Polen (zwischen Dezember 1941 und Juli 1942) bestimmenden Charakter erhielt.“

### Charismatische Herrschaft
Der britische Historiker Ian Kershaw kommt in seinem 1994 erstmals auf Deutsch erschienenen Werk Der NS-Staat. Geschichtsinterpretationen und Kontroversen im Überblick zu dem Schluss, dass weder die Intentionen Hitlers und der übrigen NS-Führer noch die von ihnen vorgefundenen oder geschaffenen Strukturen allein zur Erklärung des „Dritten Reiches“ ausreichen. Vielmehr stellten beide wesentliche Elemente einer solchen Erklärung dar und bedürften „einer Synthese statt der Spaltung in ein Gegensatzpaar. Hitlers «Intentionen» scheinen vor allen Dingen für die Schaffung eines Klimas wichtig gewesen zu sein, in dem die entfesselte Dynamik dann zu einer sich selbst bewahrheitenden Prophezeiung werden ließ.“ Er stimmt im Wesentlichen Broszats Deutung zu, widerspricht aber der von vielen Strukturalisten vertretenen These vom „schwachen Diktator“ Hitler, der nur opportunistisch auf sich bietende Gelegenheiten reagiert habe.
Ein geeignetes Modell zum Verständnis der NS-Diktatur sieht Kershaw in dem von Max Weber formulierten Konzept der charismatischen Herrschaft. Er betont dies ausdrücklich in Bezug auf den Holocaust: „Hitlers «Intention» war bei dem in der Vernichtung gipfelnden Radikalisierungsprozeß in der antijüdischen Politik mit Sicherheit ein grundlegender Faktor. Wichtiger ist für eine Erklärung des Holocaust jedoch das Wesen der «charismatischen» Herrschaft im Dritten Reich und die Art und Weise, in der sie die Dynamik der mit Blick auf «heroische», chimärenhafte Ziele eskalierenden Radikalisierung in Gang hielt und dabei die Regierungsstruktur zersetzte und aufsplitterte. Dies war der wesentliche Rahmen, in dem Hitlers Rassenwahn in praktische Politik umgesetzt werden konnte.“

### Zivilisationsbruch-These
Der von Dan Diner geprägte Begriff Zivilisationsbruch eröffnet in Hinsicht einer Deutung der Geschichte des 20. Jahrhunderts einen argumentativen wie semantischen Rahmen für ein Feld von Fragestellungen, welche auf dem spannungsreichen Feld zwischen Holocaust und Erinnerung hervorgerufen werden. Über eine Analyse des Holocaust hinausweisend, welche den Massenmord an den europäischen Juden in einer Perspektive von Tätern und Opfer begreift, stellt der Terminus Zivilisationsbruch die historischen Ereignisse in eine universale Dimension, die sich auf die Geschichte der westlichen Zivilisation bzw. Geschichte der Moderne erstreckt. Damit wird auch der Erinnerung ein über die Gedächtniskulturen der betroffenen Länder hinausreichender universaler Geltungsbereich zugesprochen.
Einerseits drückt der Begriff eine von den Opfern ausgehende „anthropologische Irritation“ (Dan Diner) aus: Die Grundlagen des sozialen Handelns in der Moderne, welches sich auf „handlungsanleitende Vernunftannahmen“ gründete, und das Vertrauen in die Logik einer auf Selbstinteresse ausgerichteten Vernünftigkeit des Menschen sind außer Kraft gesetzt: „indem Menschen der bloßen Vernichtung wegen vernichtet werden konnten, wurden auch im Bewußtsein verankerte Grundfesten unserer Zivilisation tiefgreifend erschüttert – ja gleichsam dementiert.“ Darüber hinaus schließt der Begriff eine Neudeutung des Holocaust als Ereignis von menschheitsgeschichtlicher Relevanz ein und zugleich das spannungsreiche Verhältnis zwischen der Faktizität des Geschehens und seiner jahrzehntelangen Verdrängung. Die Frage nach den Gründen für diese Nichtwahrnehmung wie ebenso die nunmehr erfolgte Anerkennung der geschichtlichen Fakten als singuläre Zäsur bilden Ausgangspunkte für Betrachtungen der Geschichte des kollektiven Gedächtnisses und Perspektiven der Erinnerung.
Auch Jürgen Habermas entwickelte in den Aufsätzen Eine Art Schadensabwicklung, Vom öffentlichen Gebrauch der Historie und Geschichtsbewusstsein und posttraditionale Identität eine Theorie des Zivilisationsbruches. Er stellt dabei einleitend drei Fragen:
- In welcher Form gilt Karl Jaspers’ These von der „kollektiven Mithaftung“ heute?[23]
- Worin besteht die Singularität der Nazi-Verbrechen?
- Was bedeutet Zivilisationsbruch?

Die ersten beiden Fragen beantwortet Habermas zusammenfassend in drei Thesen:
1. Man kann nicht die Rechtsnachfolge des Deutschen Reiches antreten und sich die Tradition der deutschen Kultur aneignen, ohne die historische Haftung für die Lebensform zu übernehmen, in der Auschwitz möglich war (Jaspers heute).
2. Wir können für den Entstehungszusammenhang der NS-Verbrechen nur haften durch solidarische Erinnerung und reflexive, prüfende Einstellung gegenüber der eigenen identitätsstiftenden Tradition.
3. Je weniger Gemeinsamkeit der kollektive Lebenszusammenhang, in dem Auschwitz möglich war, gewährt hat, umso größer ist die Versöhnungslast, die der nachfolgenden Generation auferlegt ist.

Daraus folgt als Zusammenfassung die Singularitätsthese in Habermas’ Sinne: Die vorangehenden drei Annahmen verbieten es, die Unvertretbarkeit der uns zugemuteten Haftung durch einebnende Vergleiche herunterzuspielen.
Als zweites entwickelt Habermas die sogenannte Zivilisationsbruch-These: Auschwitz sei die Signatur eines Zeitalters. Dort sei an eine tiefe Schicht der Solidarität zwischen allem, was Menschenantlitz trägt, gerührt worden. Die Integrität dieser Tiefenschicht sei bis dahin unhinterfragt unterstellt gewesen. Aber durch Auschwitz sei die Naivität zerstört worden, aus der fraglose Überlieferungen ihre Autorität schöpften und von der geschichtliche Kontinuitäten zehrten. Deshalb seien durch die nationalsozialistischen Verbrechen die Bedingungen für die Kontinuierung geschichtlicher Lebenszusammenhänge verändert worden.

## Historisierung des Nationalsozialismus

### Begriffsbestimmung und Definition
Wenn man eine Begriffsbestimmung vornehmen will, so lässt sich das am besten mit einem Wort von Martin Broszat illustrieren: „Wenn das Dritte Reich beginnt, geht der Autor auf Distanz. Das Einfühlen in historische Zusammenhänge bricht ebenso ab, wie die Lust am geschichtlichen Erzählen.“
Saul Friedländer unterscheidet in einer systematischen Darstellung vier Elemente der Historisierung:
- Das Studium der Nazi-Episode sollte dem Studium jedes anderen historischen Phänomens gleich sein.
- Der Nationalsozialismus dürfe nicht nur von seinem katastrophalen Ende her betrachtet werden und das moralisch bedingte Schwarzweißbild der Nazizeit sollte durch die Darstellung aller widersprüchlichen Elemente abgelöst werden.
- Der zeitliche Rahmen 1933–1945 sollte erheblich relativiert werden und die Naziepoche in die größeren Trends historischer Entwicklungen eingepasst werden.
- Es gilt die selbstauferlegte Distanzierung der Historiker von der Naziepoche, also das Syndrom der Pflichtlektüre, zu beseitigen.[27]

### Beispiel
Was Historisierung bedeutet, kann am Beispiel von Lutz Niethammers Studie über „Gute Zeiten – Schlechte Zeiten“ erläutert werden. Dabei wurden Zeitzeugen über ihre Einschätzung befragt, welche Zeit sie subjektiv als gute und schlechte Zeiten in Erinnerung hätten. Das Ergebnis sieht zusammengefasst folgendermaßen aus:
- 1930–1942: Gute Zeit
- 1942–1948: Schlechte Zeit
- 1948–1999: Gute Zeit

Daraus lässt sich schließen, dass die subjektive Beurteilung der eigenen Lebenssituation die politischen Systemgrenzen ignoriert und nicht nach moralischen Kriterien erfolgt.

### Phasen der Historisierung

#### Sonderwegsdebatte
Die Sozialgeschichtsforschung in den 1950er und 1960er Jahren vermutete – teilweise unter Berufung auf Hans Rosenberg – als wesentliche Ursache für das politische Erstarken der Nationalsozialisten in der Weimarer Zeit die durchgängige Autoritätsfixiertheit der deutschen Bevölkerung, die ihrerseits durch das Fehlen einer wirklichen politischen und gesellschaftlichen Revolution im 19. Jahrhundert bedingt sei. Daraus folgte die Annahme, dass sich Deutschlands Herrschaftseliten vom Kaiserreich über die Weimarer Republik und das „Dritte Reich“ bis in die frühe Bundesrepublik hinübergerettet hätten. Daraus ergab sich der politische Versuch, diese Herrschaftseliten durch moderne Leistungs- und Managementeliten abzulösen, und die Forderung nach einer gesellschaftlichen und politischen Modernisierung der Bundesrepublik, was sich in der Ära Willy Brandts tatsächlich einlöste.

#### Ursachen der Modernisierung
Nachdem die Delegitimation der traditionellen deutschen Herrschaftseliten in der jungen Bundesrepublik erfolgt war, entwickelte sich in den 1970er Jahren die sozialgeschichtliche Forschung weiter: In einer Zeit der gesellschaftlichen und politischen Modernisierung stellte die Sozialgeschichte die Frage nach dem Beginn dieser Modernisierung in Deutschland, aus der sich die kontroverse These entwickelte, dieser Modernisierungsschub habe seinen Ursprung in der Politik der NS-Regierung.

#### Historikerstreit
Konservative Historiker benutzten nun das Historisierungsparadigma und wendeten es gegen politisch linksorientierte Geschichtsdeutungen, begleitet von geschichtsrevisionistischen Erklärungen, etwa die Infragestellung der bis dato unumstrittenen Kriegsschuld des Deutschen Reichs am Zweiten Weltkrieg durch Ernst Nolte. Daraus ergab sich eine unübersichtliche Gemengelage von Fragen und Problemen: Wenn man die mittleren Herrschaftseliten im Dritten Reich als Hauptakteure betrachtet und den Nationalsozialismus in ein historisches Kontinuum zwischen Weimar und der Bundesrepublik einordnet, erhält man ein erhebliches Legitimationsproblem und gerät im Zweifelsfall sogar in die Nähe revisionistischer Positionen. Dies drückt sich dann in konkreten wissenschaftlichen Streitfragen aus, zum Beispiel über den Zeitpunkt der „Entschlussbildung“ des NS-Regimes zum Holocaust.

## Der Nationalsozialismus in der vergleichenden Diktaturforschung
Bereits in zeitgenössischen Diskursen war der Nationalsozialismus vielfach Gegenstand vergleichender Diktaturforschung. Die Dominanz der Singularitätsthese innerhalb der NS-Forschung und die vorwiegend empirisch arbeitende Forschungsgemeinschaft haben seit den späten 1970er Jahren und bis in die Gegenwart zu einer weitgehenden Eindämmung komparatistischer Ansätze geführt, die im Forschungsdiskurs allerdings nach wie vor präsent bleiben. Beispiele für die gegenwärtige Präsenz sind die Arbeit des Hannah-Arendt-Instituts für Totalitarismusforschung in Dresden oder Timothy Snyders viel beachtete Studie zur nationalsozialistischen und sowjetischen Vernichtungspolitik in den osteuropäischen Staaten. Die wissenschaftliche Diskussion darüber, wie der Nationalsozialismus denn politisch und historisch überhaupt einzuordnen sei, war dabei stets von den politischen Großkonflikten der jeweiligen Epoche und den damit verbundenen politischen Standpunkten geprägt.

### Nationalsozialismus als Faschismus
Nach dem Ende des Ersten Weltkriegs und im weiteren Verlauf der Zwischenkriegszeit entstanden in vielen Staaten Europas Bewegungen und Parteien, die sich in Selbstverständnis, Ideologie, Erscheinungsbild, Agitations- und Gewaltpraxis am Vorbild des italienischen Faschismus unter Benito Mussolini orientierten. Wenngleich Mussolini selbst in den 1930er Jahren den Terminus Faschismus universalistisch nutzbar zu machen versuchte, blieb die Verwendung des generischen Faschismusbegriffs und die Formulierung wissenschaftlicher Faschismustheorien eine Domäne liberaler und vor allem marxistischer Theoretiker. Klassische Faschismustheorien sind Stalins Sozialfaschismusthese, die sogenannte Dimitroff-These oder Agententheorie, August Thalheimers Bonapartismus-Theorie, die These vom Extremismus der Mitte und die Theorie des autoritären Charakters aus dem Umfeld der Frankfurter Schule. Spätere Ansätze stammen vor allem aus dem angloamerikanischen Raum und setzen vielfach auf einen typologischen Ansatz, der ideologische, phänomenologische und praxeologische Gemeinsamkeiten der verschiedenen Bewegungen und Regime zum Ausgangspunkt des Diktaturvergleichs nimmt. Vertreter dieser Strömung sind unter anderen Roger Griffin, Stanley Payne, Robert Paxton und Juan Linz.
Der Nationalsozialismus wurde in dieser faschismustheoretischen Perspektive, unabhängig vom konkreten Erklärungsmodell, in aller Regel als spezifische Erscheinungsform eines umfassenderen Faschismusphänomens wahrgenommen.
Kritiker einer Einordnung des Nationalsozialismus als Faschismus sehen in diesem Konzept allerdings die ideologischen und soziologischen Unterschiede zwischen Nationalsozialismus und anderen autoritären Bewegungen und Regimen nicht hinreichend berücksichtigt oder bemängeln die theoretische Einengung der Forschungsperspektive. Außerdem hatte sich in Anbetracht des Systemkonflikts im Kalten Krieg und der Politisierung des Faschismusbegriffs im Marxismus-Leninismus und insbesondere im Stalinismus mit der Totalitarismustheorie ein Gegenmodell entwickelt, für das die Grundlage des Diktaturvergleichs der Grad des Extremismus eines Regimes, aber nicht mehr die konkreten ideologischen Inhalte darstellten. Ansatz dieser Theorien war von daher nicht mehr der Faschismusvergleich, sondern die Gegenüberstellung von Nationalsozialismus und Stalinismus.

### Nationalsozialismus als Totalitarismus
Nach Ende des Zweiten Weltkriegs und mit Beginn des Systemkonflikts im Kalten Krieg entwickelten sich totalitarismustheoretische Ansätze zu einem bestimmenden Forschungskonzept innerhalb der vergleichenden Diktaturforschung. Idealtypische Modelle wie das von Carl Joachim Friedrich und Zbigniew Brzeziński oder die historisch-genetische Totalitarismustheorie Hannah Arendts waren für die wissenschaftliche Auseinandersetzung mit der Sowjetunion bzw. den gesellschaftlichen Diskurs eine wichtige Referenz. Ihre Bedeutung für die empirische Nationalsozialismusforschung blieb allerdings gering. Dagegen führte Mitte der 1980er Jahre Ernst Noltes totalitarismustheoretisch fundierte These über den Europäischen Bürgerkrieg zum sogenannten Historikerstreit. Seine Behauptung, der Gulag sei ursprünglicher als Auschwitz, d. h. die nationalsozialistische Vernichtungspolitik sei eine Reaktion auf bolschewistische Verbrechen gewesen, provozierte eine sowohl innerwissenschaftlich als auch medial geführte Debatte, konnte sich innerhalb der Nationalsozialismusforschung allerdings nicht durchsetzen und wurde vielfach als Versuch einer Relativierung der NS-Verbrechen verstanden.

### Nationalsozialismus als Politische Religion
1938 führte der österreichische Philosoph und Politikwissenschaftler Eric Voegelin das Interpretament der Politischen Religion in den zeitgenössischen Diskurs über den Nationalsozialismus ein. Ausgangspunkt der aufklärungskritisch ausgerichteten Schrift ist die Bestandsaufnahme einer menschlichen Entfremdung von Gott, in Voegelins Worten die „Dekapitierung des überweltlichen Gottes.“ Voegelin interpretiert die Moderne als Höhepunkt einer über Jahrhunderte andauernden Verfallsgeschichte der christlichen Kultur, deren Ergebnis menschliche Hybris und die Mystifizierung säkularer Ideen wie Nation, Rasse, Klasse und Staat seien. Von daher sieht er den Nationalsozialismus lediglich als eine Manifestation dieser Entwicklung neben anderen. Ausdrücklich bezieht er in seine Betrachtung den Bolschewismus und den italienischen Faschismus mit ein.
Weitere Autoren, die den Nationalsozialismus und andere Diktatursysteme des 20. Jahrhunderts als Politische Religionen bezeichnet haben, sind unter anderen Raymond Aron, Hans Maier, Claus-Ekkehard Bärsch, Michael Burleigh, Michael Ley und Klaus Vondung.
Innerhalb der Konzeptforschung existieren durchaus Unterschiede mit Blick auf den methodischen Zugriff, die Interpretation der Ursachen und die Bewertung. Während Eric Voegelin den Nationalsozialismus ohne systematischen Rückgriff auf konkrete Quellen im Sinne einer Ersatzreligion oder eines Religionsersatzes für das normative Gegenmodell des Christentums interpretierte, haben andere Konzeptvertreter wie Claus-Ekkehard Bärsch und Michael Ley durch die Auswertung von Schriftzeugnissen gerade christliche Motive und Überzeugungen als Voraussetzungen für den Nationalsozialismus und den Holocaust identifiziert. Weitere Ansätze richten den Blick vor allen Dingen auf die Inszenierungsweise und Formensprache des Nationalsozialismus, der immer wieder Anleihen bei der christlichen Liturgie genommen hat.
Wenngleich das Forschungskonzept der Politischen Religion von Beginn an für den Systemvergleich offen stand, haben sich viele Forscher in der Vergangenheit auf die Betrachtung des Nationalsozialismus fokussiert. Ihre Interpretationen des Nationalsozialismus zur Erklärung der Regimepopularität oder zur Ursache für den Holocaust sind dabei auch auf Kritik gestoßen. Kritiker des Konzepts bemängeln beispielsweise die empirischen Grundlagen der konzeptuellen Forschung sowie die Begrifflichkeit des Konzepts. So basierten zahlreiche Studien insbesondere zur Politischen Religion des Nationalsozialismus nicht auf mentalitätsgeschichtlichen Untersuchungen, sondern auf der Interpretation von Schriften einzelner Führungsfiguren, weshalb Schlussfolgerungen über Motivation und Gefolgschaftsbereitschaft der Bevölkerung auf diese Weise nicht belegt werden könnten. Außerdem existiere mit dem klassischen Ideologie-Begriff und dem von Max Weber geprägten und von Historikern wie Ian Kershaw und Hans-Ulrich Wehler verwendeten Terminus der Charismatischen Herrschaft zumindest für die Geschichte der nationalsozialistischen Herrschaft bereits ein Analysevokabular, das die historische Wirklichkeit präziser erfasse. Außerdem wird die theoretische Reichweite des Konzepts bisweilen bezweifelt. So hat Hans Günter Hockerts darauf hingewiesen, dass die Bezeichnung als Politische Religion „sich als Aspektbegriff [eigne], aber nicht als Generalbegriff; sie trifft keinen archimedischen Punkt“, der eine Rechtfertigung für die Verwendung als übergeordnetes Erklärungsmodell leisten könnte.